# Río Zuñi
El río Zuñi es un tributario del río Pequeño Colorado que tiene su nacimiento en el condado de Cíbola en Nuevo México en la Divisoria continental de América. Discurre en dirección suroeste a través de la reserva Indígena de los Zuñi para confluir con el río Pequeño Colorado en el oriente de Arizona. El río Zuñi tiene aproximadamente 145 kilómetros de longitud.
El río Zuñi es uno de los últimos hábitats de la Catostomus discobolus yarrowi.
El río Zuñi es sagrado para el pueblo Zuñi.